# Uniq (grupo musical)

Uniq (hangul: 유니크, estilizado como UNIQ) é um grupo masculino sino-coreano formado pela empresa chinesa Yuehua Entertainment em 16 de outubro de 2014.
 O grupo consiste em cinco membros: Yixuan, Sungjoo, Wenhan, Seungyoun e Yibo. O grupo estreou oficialmente em 20 de outubro de 2014, com seu single "Falling In Love", tanto na China quanto na Coreia do Sul.

## História

### Pré-debut
Antes da estreia do grupo, Zhou Yixuan viajou para Sydney, Austrália e aprendeu técnicas de dança. Depois, ele voltou para a China e foi observado pela Yuehua Entertainment depois de sua aparição no KOD (uma grande competição de dança de rua na China)
Li Wenhan tem formação em guitarra clássica e natação, praticou com o medalhista olímpico de natação, Sun Yang. Enquanto frequentava o ensino médio na América, ele fez o teste para Yuehua Entertainment e passou. Wenhan já havia aparecido na televisão em um reality show de mergulho que foi ao ar em todo o país no canal JSTV em abril de 2013.
Wang Yibo fez um teste para Yuehua Entertainment e tornou-se um trainee. Ele tinha participado da competição de dança Nacional IBD HipHop em Luoyang, na China em 2011.
Cho Seungyoun viveu anteriormente nas Filipinas, no Brasil e Estados Unidos e foi membro da equipe de futebol juvenil do Corinthians. Mais tarde, ele retornou a Coreia para perseguir seus sonhos como cantor.
Kim Sungjoo viveu na China antes de voltar para a Coreia para perseguir seus sonhos como cantor. Lá, ele assistiu Arts School Anyang. Antes de assinar com a Yuehua Entertainment, Sungjoo fazia parte do time A da YG Entertainment. Todos os cinco membros treinaram juntos por mais de 1.400 dias antes da estreia.

### 2014: Estreia com "Falling in Love"
No dia 16 de Outubro, eles tiveram a primeira performance transmitida no M Countdown. Seu single de debut, "Falling In Love", foi lançado no dia 20 de Outubro tanto na China quanto na Coréia do Sul. Uniq foi escolhido para participar no OST dos filmes As Tartarugas Ninja e Os Pinguins de Madagascar. No dia 23 de Outubro, eles lançaram a música "Born To Fight" para o lançamento chinês de As Tartarugas Ninja. O grupo lançou a versão em inglês de "Falling In Love" no dia 5 de Novembro. No dia 10 de Novembro, eles lançaram "Celebrate" para o lançamento chinês de Os Pinguins de Madagascar. Uniq fez seu debut oficial na China no dia 25 de Novembro com seu primeiro fanmeeting chinês em Pequim. No dia 27 de Novembro, Uniq começou suas primeiras promoções em Taiwan e realizou uma coletiva de imprensa no dia 1 de Dezembro. O reality show do Uniq, The Best Debut, foi ao ar no dia 2 de Dezembro na plataforma chinesa de vídeos online, iQiyi, por três episódios.

### 2015:EOEOe Debut Japonês
Em Janeiro de 2015, Uniq se tornou endorser para a Xtep, uma marca de produtos para atletas chinesa. Em Fevereiro de 2015, Uniq começou a promover um marca de beleza, a Mix-Box, substituindo Ko Chen-tung como os endorsers oficiais.
Uniq teve seu primeiro fanmeeting na Tailândia em Banguecoque no dia 7 de Março.
Em 16 de Abril, a Yuehua Entertainment ajudaria nas promoções na Coréia do Sul. No dia 9 de Abril, Yuehua Entertainment anunciou o comeback do Uniq com seu primeiro mini álbum intitulado "EOEO". Uniq fez seu comeback oficial na Coréia do Sul no dia 22 de Abril e realizaram a transmissão da apresentação de seu primeiro comeback no Show Champion da MBC, apresentando suafaixa título "EOEO" e "Listen to Me". Em 23 de Abril, Uniq fez seu comeback oficial na China, apresentando "Listen to Me" no  KU Music Asian Music Awards. Eles também foram premiados na categoria de "Melhor Novo Artista" do KU Music Asian Music Awards neste mesmo dia. No dia 24 de Abril, Uniq lançou seu mini álbum e o vídeo musical oficial de "EOEO". Depois do lançamento de "EOEO", o vídeo musical alcançou a terceira posição do Weekly MV Chart do YinYueTai.
No dia 22 de Maio, Uniq lançou o vídeo musical oficial da faixa "Luv Again". Uniq alcançou seu primeiro prêmio de um programa musical em Global Chinese Music da CNTV no dia 23 de Maio. Uniq bate o recorde de mais vitórias no Global Chinese Music Chart com três vitórias sem voto ao vivo; três vitórias por votações ao vivo, batendo o recorde conquistado por EXO-M em 2014 (três vitórias sem voto ao vivo; dois vitórias por votações ao vivo).
Uniq realizou seus primeiros showcases no Japão nos dias 19 e 20 de Julho, em Osaka e Tóquio, respectivamente, marcando seu debut no Japão.
Para comemorar seu primeiro ano desde o debut, Uniq lança seu segundo álbum digital, "Best Friend", no dia 16 de outubro. Uniq anunciou que a 1st Anniversary Tour seria realizada em Pequim, Xangai e Japão. Uniq retornou ao Japão realizando fanmeetings pelo país em Nagoia, Osaka, Fukuoka antes de terminar a tour do Japão em Tóquio. Neste tempo, eles lançaram um single japonês especial, Best Friend, que inclui as versões japonesa, coreana e instrumental de "Best Friend". Uniq concluiu a tour em Pequim no dia 28 de Novembro. A parada em Xangai foi adiada, mas a nova data nunca foi anunciada.
Em Dezembro, Uniq começou a fazer endorse para o Dr.Bear, uma marca de doces chinesa.
No dia 7 de Dezembro, foi lançado "Erase Your Little Sadness". No dia 28 de Dezembro, Uniq lançou "Happy New Year", com as colegas de empresa Cosmic Girls, fazendo uma aparição especial no vídeo musical. A canção debutou na quarta posição no China V Chart.

### Promoção na China e no Japão
Uniq começou endorsements para a Inke, um app chinês de live-streaming.
No dia 26 de Fevereiro, a revista estadunidense Teen Vogue publicou um artigo sobre o grupo com o título ""12 Major Boy Bands to Fill the One Direction-Shaped Hole in Your Heart"(As 12 Maiores Boy Bands para Preencher o Buraco em Formato de One Direction no Seu Coração). No dia 24 de Março de 2016, o grupo lançou a canção "My Dream" para a trilha sonora do filme MBA Partners, debutando na terceira posição do China V Chart. Yixuan, Wenhan e Sungjoo saíram por duas semanas num roadshow em 14 cidades para promover o filme.
No dia 25 de JUnho, Uniq realizou seu primeiro fanmeeting em São Paulo, Brasil.
Uniq lançou seu primeiro single japonês, "Falling in Love", em Dezembro de 2016. Versões japonesas de "Falling In Love" e "Listen To Me" estão inclusas no single. Uniq realizou um Meet and Greet ao vivo no Japão no dia 10 de Dezembro e uma sessão de autógrafos e evento de fotos no dia 11 de Dezembro.

### 2017-Presente
No dia 19 de Janeiro de 2017, o grupo lançou o single "Happy New Year 2017". A canção foi escrita por Zhou Yixuan e trás o frescor do novo ano que começa. Yibo foi impossibilitado de participar do vídeo musical e da gravação da canção por cause de conflitos de agenda. No MV Yixuan, Sungjoo, Wenhan e Seungyoun montam um boneco de neve que representa Yibo.
Uniq teve dois singles,  "Never Left" e "Next Mistake", lançados no dia 19 de Abril de 2018.
Em 2018, Yibo foi um mentor de dança na versão chinesa do Produce 101.
Em 2019, Wenhan se tornou um concorrente na segunda temporada de Idol Procucer da iQiYi, mentorado por Lay do Exo, Li Ronghao, Jolin Tsai, MC Jin, After Journey e The8 do Seventeen; enquanto Yixuan competiu no All for One da Youku, mentorado por Jawn Ha do Kinjaz, Fei do Miss A e Selina do S.H.E. Ambos Wenhan e Yixuan ganharam nas finais e debutaram nos grupos Unine e New Storm, respectivamente.
No dia 20 de Março de 2019, Seungyoun foi revelado como concorrente do Produce X 101. No dia 20 de Julho, Seungyoun ficou em quinto lugar na competição e setornou um membro do  X1.  X1 debutou no dia 27 de Agosto de 2019.

## Integrantes
| UNIQ           | UNIQ               | UNIQ   | UNIQ           | UNIQ     | UNIQ                              | UNIQ                 | UNIQ   | UNIQ                                                 |
| Nome Artístico | Nome de Nascimento | Hangul | Nome em Chinês | Mandarim | Data de Nascimento                | Cidade de Nascimento | Altura | Posição no Grupo                                     |
| -------------- | ------------------ | ------ | -------------- | -------- | --------------------------------- | -------------------- | ------ | ---------------------------------------------------- |
| Yixuan         | Zhou Yi Xuan       | 조이쉔 | Zhou Yi Xuan   | 周藝軒   | 11 de dezembro de 1990 (34 anos)  | Zhejiang             | 1,83cm | Líder, Dançarino Líder, Rapper Guia e visual.        |
| Sungjoo        | Kim Sung Joo       | 김성주 | Jin Sheng Zhu  | 金圣柱   | 16 de fevereiro de 1994 (31 anos) | Incheon              | 1,80cm | Líder, Vocalista Principal e Compositor.             |
| Wenhan         | Li Wen Han         | 이문한 | Li Wen Han     | 李汶翰   | 22 de julho de 1994 (31 anos)     | Zhejiang             | 1,80cm | Vocalista Líder, Dançarino Guia e Visual.            |
| Seungyoun      | Cho Seung Youn     | 조승연 | Cao Chengyan   | 曹承衍   | 05 de agosto de 1996 (29 anos)    | Gyeonggi             | 1,83cm | Rapper Principal, Vocalista Guia, Face e Compositor. |
| Yibo           | Wang Yi Bo         | 왕이보 | Wang Yi Bo     | 王一博   | 05 de agosto de 1997 (28 anos)    | Henan                | 1,79cm | Dançarino Principal, Rapper Líder e Maknae.          |

1. CURIOSIDADES

- Face: Membro que representa o grupo, geralmente o mais popular.
- Visual: Integrante mais bonito definido por sua empresa, entre eles estão Wenhan e Yixuan.
- Maknae: Integrante mais jovem.
- O grupo possui dois líderes, sendo Sungjoo (coreano) e Yixuan (chinês).
- Seungyoun também é conhecido pelo nome Luizy e Woodz.

## Discografia

### EPs
| Título | Detalhes do álbum | Posições de pico no gráfico | Vendas        |
| Título | Detalhes do álbum | KOR                         | Vendas        |
| ------ | --- | --------------------------- | ------------- |
| EOEO   | - Lançamento: April 28, 2015 - Empresa: Yuehua Entertainment, LOEN Entertainment - Formato: CD, digital download Track listing 1. "EOEO" 2. "Luv Again" 3. "Listen To Me" 4. "Falling In Love" 5. "Born To Fight" | 7                           | - KOR: 7,811+ |

### Singles
| Título                                                                       | Ano  | Posições de pico no gráfico | Posições de pico no gráfico | Posições de pico no gráfico | Posições de pico no gráfico | Álbum              |
| Título                                                                       | Ano  | CHN Baidu Chart             | CHN V Chart                 | KOR Gaon Chart              | US Billboard World          | Álbum              |
| ---------------------------------------------------------------------------- | ---- | --------------------------- | --------------------------- | --------------------------- | --------------------------- | ------------------ |
| "Falling In Love"                                                            | 2014 | —                           | —                           | 294                         | —                           | EOEO               |
| "EOEO"                                                                       | 2015 | —                           | —                           | —                           | 16                          | EOEO               |
| "Luv Again"                                                                  | 2015 | —                           | —                           | —                           | —                           | EOEO               |
| "Best Friend"                                                                | 2015 | —                           | 24                          | —                           | —                           | Non-album releases |
| "Happy New Year"                                                             | 2015 | 8                           | 4                           | —                           | —                           | Non-album releases |
| "Falling In Love" (Japanese Ver.)                                            | 2016 | —                           | —                           | —                           | —                           | Non-album releases |
| "Happy New Year 2017"                                                        | 2017 | —                           | —                           | —                           | —                           | Non-album releases |
| "Never Left"                                                                 | 2018 | —                           | —                           | —                           | —                           | Non-album releases |
| "Next Mistake"                                                               | 2018 | —                           | —                           | —                           | —                           | Non-album releases |
| "Monster"                                                                    | 2018 | —                           | —                           | —                           | —                           | Non-album releases |
| "—" denotes releases that did not chart or were not released in that region. |      |                             |                             |                             |                             |                    |

### Soundtracks
| Título                                                                       | Ano  | Posições de pico no gráfico | Álbum                                                                            |
| Título                                                                       | Ano  | CHN V Chart                 | Álbum                                                                            |
| ---------------------------------------------------------------------------- | ---- | --------------------------- | -------------------------------------------------------------------------------- |
| "Born To Fight"                                                              | 2014 | —                           | Teenage Mutant Ninja Turtles - Lançamento: 23 de Outubro de 2014                 |
| "Celebrate"                                                                  | 2014 | —                           | Penguins of Madagascar OST - Lançamento: 10 de Novembro de 2014                  |
| "Erase Your Little Sadness"                                                  | 2015 | 12                          | The SpongeBob Movie: Sponge Out of Water OST - Lançamento: 7 de Dezembro de 2015 |
| "My Dream"                                                                   | 2016 | 3                           | MBA Partners OST - Lançamento: 24 de março de 2016                               |
| "告白情歌"                                                                   | 2017 | —                           | Once Again OST - Lançamento: 7 de Agosto de 2017                                 |
| "My Special"                                                                 | 2018 | —                           | One And Another Him OST - Lançamento: 3 de Agosto de 2018                        |
| "—" denotes releases that did not chart or were not released in that region. |      |                             |                                                                                  |

### Outras músicas traçadas
| Title                           | Year | Peak chart positions | Álbum              |
| Title                           | Year | CHN V Chart          | Álbum              |
| ------------------------------- | ---- | -------------------- | ------------------ |
| "Happy New Year (UNIQ version)" | 2015 | 22                   | Non-album releases |

### Videos Musicais
| Ano  | Video                               | Comprimento |
| ---- | ----------------------------------- | ----------- |
| 2014 | "Falling in Love" (Chinese version) | 3:40        |
| 2014 | "Falling in Love" (Korean version)  | 3:40        |
| 2014 | "Born To Fight"                     | 3:04        |
| 2014 | "Falling In Love" (English version) | 3:35        |
| 2014 | "Celebrate"                         | 3:17        |
| 2014 | "Celebrate" (Dance version)         | 3:11        |
| 2015 | "EOEO" (Korean version)             | 3:12        |
| 2015 | "EOEO" (Chinese version)            | 3:12        |
| 2015 | "EOEO" (Dance version)              | 3:09        |
| 2015 | "Luv Again" (Korean version)        | 3:42        |
| 2015 | "Luv Again" (Chinese version)       | 3:42        |
| 2015 | "Best Friend" (Korean version)      | 3:06        |
| 2015 | "Best Friend" (Chinese version)     | 3:06        |
| 2015 | "Erase Your Little Sad"             | 3:38        |
| 2015 | "Happy New Year"                    | 4:05        |
| 2015 | "Happy New Year" (UNIQ version)     | 4:10        |
| 2016 | "My Dream"                          | 4:05        |
| 2017 | "Happy New Year 2017"               | 3:40        |

### Aparições como convidados
| Year | Artista(s)  | MV                  | Álbum                 | Membro(s)                 | Observações             |
| ---- | ----------- | ------------------- | --------------------- | ------------------------- | ----------------------- |
| 2015 | Park Ji-min | "Hopeless Love"     | Non-album releases    | Seungyoun                 | Liderança masculina     |
| 2015 | Hangeng     | "I Don't Give a 屑" | 《三庚》迷你数字专辑I | Seungyoun, Yixuan, Wenhan | Presença como convidado |
| 2015 | Hangeng     | "三不管地带"        | 《三庚》迷你数字专辑I | Yixuan                    | Presença como convidado |

## Filmografia

### Aparecimento como convidados
2014
- 26 de outubro: Let's Dance
- 3 de novembro: Arirang Radio K-Popping
- 4 de novembro: Arirang TV Pops in Seoul
- 14 de novembro: Idol True Colors
- 2 de dezembro: Idol School
- 16 de dezembro: Idol School

2015
- 30 de abril: Let's Dance
- 6 de maio: Arirang Radio Music Access

### Programa de variedades
| Ano  | Canal              | Título                                                               | Membro(s) |
| ---- | ------------------ | -------------------------------------------------------------------- | --------- |
| 2014 | iQiyi              | The Best Debut                                                       | Todos     |
| 2015 | JTBC               | Off to School                                                        | Sungjoo   |
| 2015 | Arirang TV         | After School Club                                                    | Todos     |
| 2015 | Hunan Television   | Happy Camp (variety show)                                            | Todos     |
| 2015 | MBC Every 1        | Weekly Idol                                                          | Todos     |
| 2015 | Hunan Television   | Day Day Up                                                           | Todos     |
| 2015 | Sichuan Television | Let's Go 咱们穿越吧                                                  | Sungjoo   |
| 2015 | KBS                | Our Neighborhood Arts and Physical Education - Cool Kiz On The Block | Wenhan    |
| 2016 | EBS                | Nihao China                                                          | Wenhan    |
| 2016 | Mnet               | Show Me the Money 5                                                  | Seungyoun |
| 2016 | Sichuan Television | Let's Go 咱们穿越吧 Season 2                                         | Sungjoo   |
| 2016 | Dragon Television  | 花样男团 (Flower God's)                                              | Sungjoo   |
| 2016 | Dragon Television  | The Players                                                          | Wenhan    |
| 2016 | OnStyle            | "Lipstick Prince" (episode 5)                                        | Seungyoun |

### Filme
| Ano  | Título                       | Membro | Papel            | Nota                                                                            |
| ---- | ---------------------------- | ------ | ---------------- | ------------------------------------------------------------------------------- |
| 2016 | MBA Partners                 | Yibo   | Papel principal  | UNIQ fazem uma aparição                                                         |
| 2016 | A Chinese Odyssey Part Three | Yibo   | Red Boy          | Yixuan e Seungyoun fazem uma aparição como Sha Seng e Zhu Bajie respectivamente |
| 2016 | Unexpected Love              | Yibo   | Papel secundário |                                                                                 |

### Videos musicais
| Year | Music vídeo                        | Length |
| ---- | ---------------------------------- | ------ |
| 2014 | "Falling in Love" (Versão Chinesa) | 3:40   |
| 2014 | "Falling in Love" (Versão Coreana) | 3:40   |
| 2014 | "Born To Fight"                    | 3:04   |
| 2014 | "Falling In Love" (Versão Inglesa) | 3:35   |
| 2014 | "Celebrate"                        | 3:17   |
| 2014 | "Celebrate" (Versão dança)         | 3:11   |
| 2015 | "EOEO" (Versão Coreana)            | 3.12   |
| 2015 | "EOEO" (Versão Chinesa)            | 3.12   |
| 2015 | "EOEO" (Versão Dança)              | 3.09   |
| 2015 | "Luv Again" (Versão Coreana)       | 3.41   |
| 2015 | "Luv Again" (Versão Chinesa)       | 3.41   |
| 2015 | "Best Friend" (Versão Coreana)     | 3:06   |
| 2015 | "Best Friend" (Versão Chinesa)     | 3:06   |
| 2015 | "Erase Your Little Sad"            | 3:38   |
| 2015 | "Happy New Year"                   | 4:05   |
| 2015 | "Happy New Year" (Versão Uniq)     | 4:10   |
| 2016 | "My Dream"                         | 4:05   |
| 2017 | "Happy New Year 2017"              | 3:40   |

## Prêmios e indicações
| Ano  | Prêmio                                   | Categoria                                       | Trabalho indicado | Resultado |
| ---- | ---------------------------------------- | ----------------------------------------------- | ----------------- | --------- |
| 2014 | 2015 iQiyi Awards                        | Most Anticipated Award                          | UNIQ              | Venceu    |
| 2015 | Apollo Music Awards                      | Best Movie Soundtrack                           | Born to Fight     | Venceu    |
| 2015 | International K-Music Awards 2015        | Best Choreography                               | E.O.E.O           | Venceu    |
| 2015 | Asia Billboard Awards                    | Popular Group Award                             | UNIQ              | Venceu    |
| 2015 | Tencent Beijing App Awards               | Most Promising Group of the Year (Asia)         | UNIQ              | Venceu    |
| 2015 | KU Music Asian Music Awards              | Best New Artist                                 | UNIQ              | Venceu    |
| 2015 | MTV Europe Music Awards                  | Best Artist in Mainland China & Hong Kong       | UNIQ              | Indicado  |
| 2015 | 2016 iQiyi Awards                        | Award                                           | UNIQ              | Venceu    |
| 2017 | 17th Top Chinese Music Annual Festival   | New Force Idol                                  | Yibo              | Venceu    |
| 2017 | 2017 Asian Influence Awards              | Best New Actor                                  | Yibo              | Venceu    |
| 2017 | 2017 Asian Influence Awards              | New Fashion Figure                              | Yixuan            | Venceu    |
| 2017 | 2017 IFeng Fashion Choice (2017年度票选) | Netizens’ Favorite New Actor (网友最爱新晋演员) | Yibo              | Venceu    |

### Prêmios de programas musicais

#### Global Chinese Music
Global Chinese Music da CCTV é um programa musical chinês
| Ano  | Data        | Música       | Grupo |
| ---- | ----------- | ------------ | ----- |
| 2015 | 23 de maio  | EOEO         | UNIQ  |
| 2015 | 6 de junho  | Listen to Me | UNIQ  |
| 2015 | 13 de Junho | Luv Again    | UNIQ  |

#### The Show
| Ano  | Data       | Música | Grupo |
| ---- | ---------- | ------ | ----- |
| 2015 | 26 de maio | EOEO   | UNIQ  |